# Acura RL
Der Acura RL ist ein Modell der oberen Mittelklasse der zu Honda gehörigen Marke Acura. Der RL war das Flaggschiff der Marke und trat die Nachfolge des Acura Legend an. 2013 wurde er durch den Acura RLX ersetzt. Alle Modelle der Baureihen Legend, RL und RLX wurden auf dem japanischen Heimatmarkt als Honda Legend übernommen. Die Abkürzung RL steht dabei für Road Luxury.

## Erste Generation (KA9, 1996–2004)
Der Acura RL wurde 1996 als Nachfolger des Legend eingeführt. Das Modell wurde wie schon seine Vorgänger auf allen Märkten, auf denen Acura nicht mit dem Honda Legend präsent ist, verkauft. Die Verkaufsbezeichnung war Acura 3.5 RL, was den Hubraum des Motors meinte. Die Modellbezeichnung folgte einer Marketingstrategie zur Stärkung von Acura als eigenständiger Marke. Analog dazu wurden die weiteren Acura-Modelle in 2.5 TL und 3.2 CL umbenannt.
Der RL wurde von einem längs eingebauten 3,5-Liter-V6-Ottomotor mit zunächst 213 PS (157 kW) angetrieben. Das Fahrzeug wurde in seiner späteren Bauzeit nahezu jährlich überarbeitet. 

Ende 1998 erhielt der RL ein Facelift, bei dem neben einer leicht veränderten Front unter anderem auch neue Xenon-Scheinwerfer und optisch veränderte Rücklichter verbaut wurden. Außerdem gab es fortan Seitenairbags. 2000 kam ein Navigationssystem hinzu, ab 2001 wurde die Motorleistung des V6 auf 228 PS (168 kW) gesteigert, ab 2003 fanden Blinkleuchten mit Klarglas Verwendung.

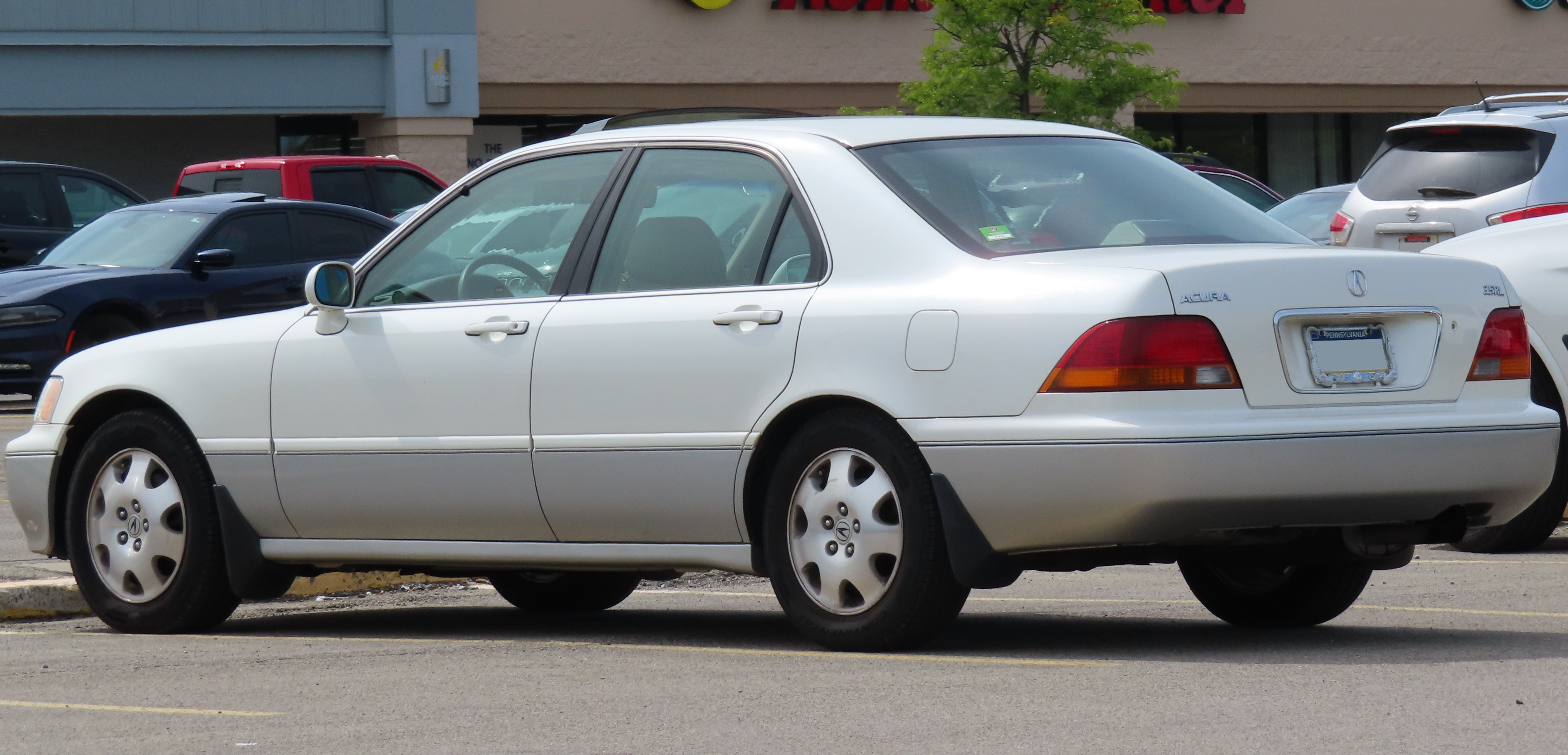
Heckansicht
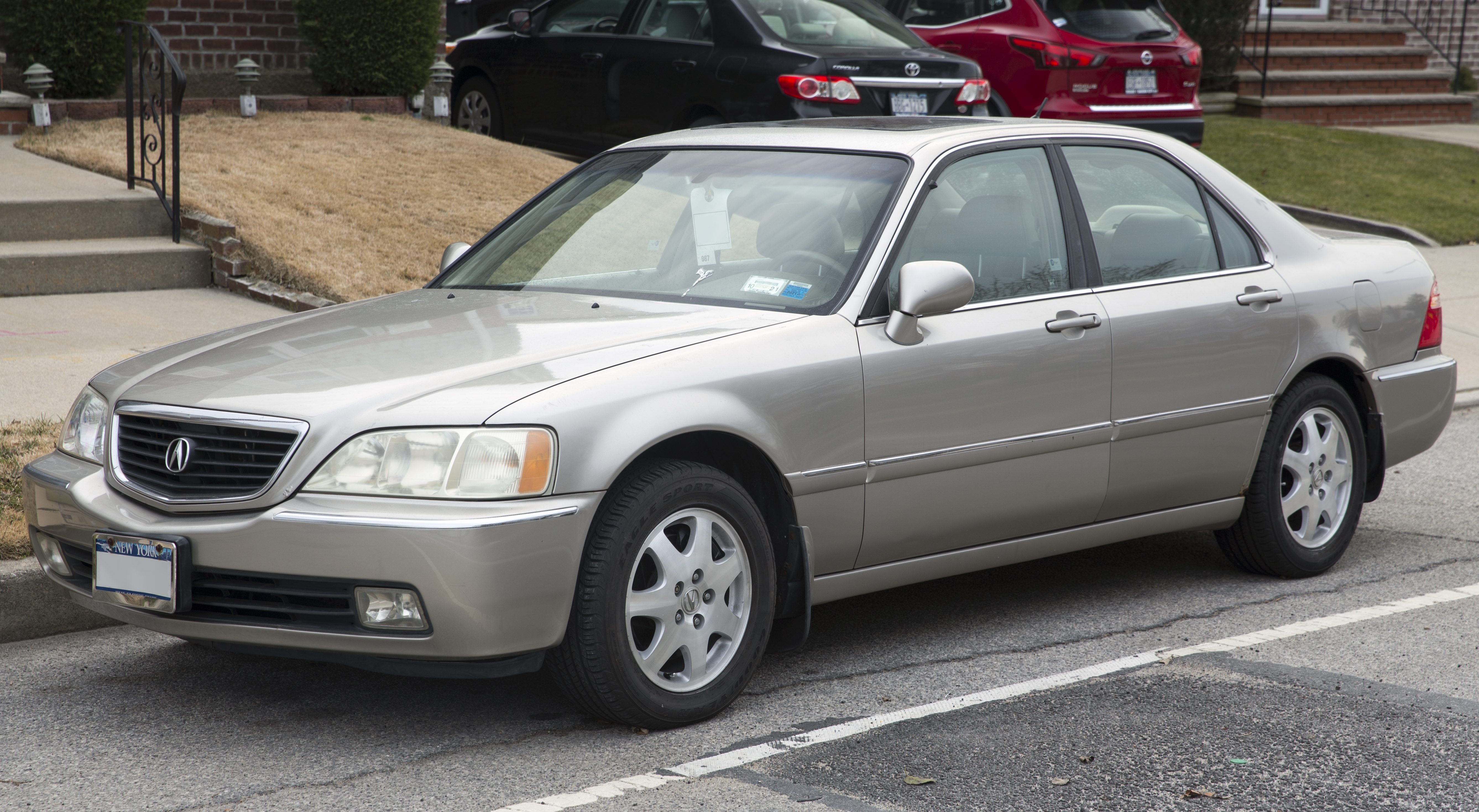
Facelift (1998–2004)
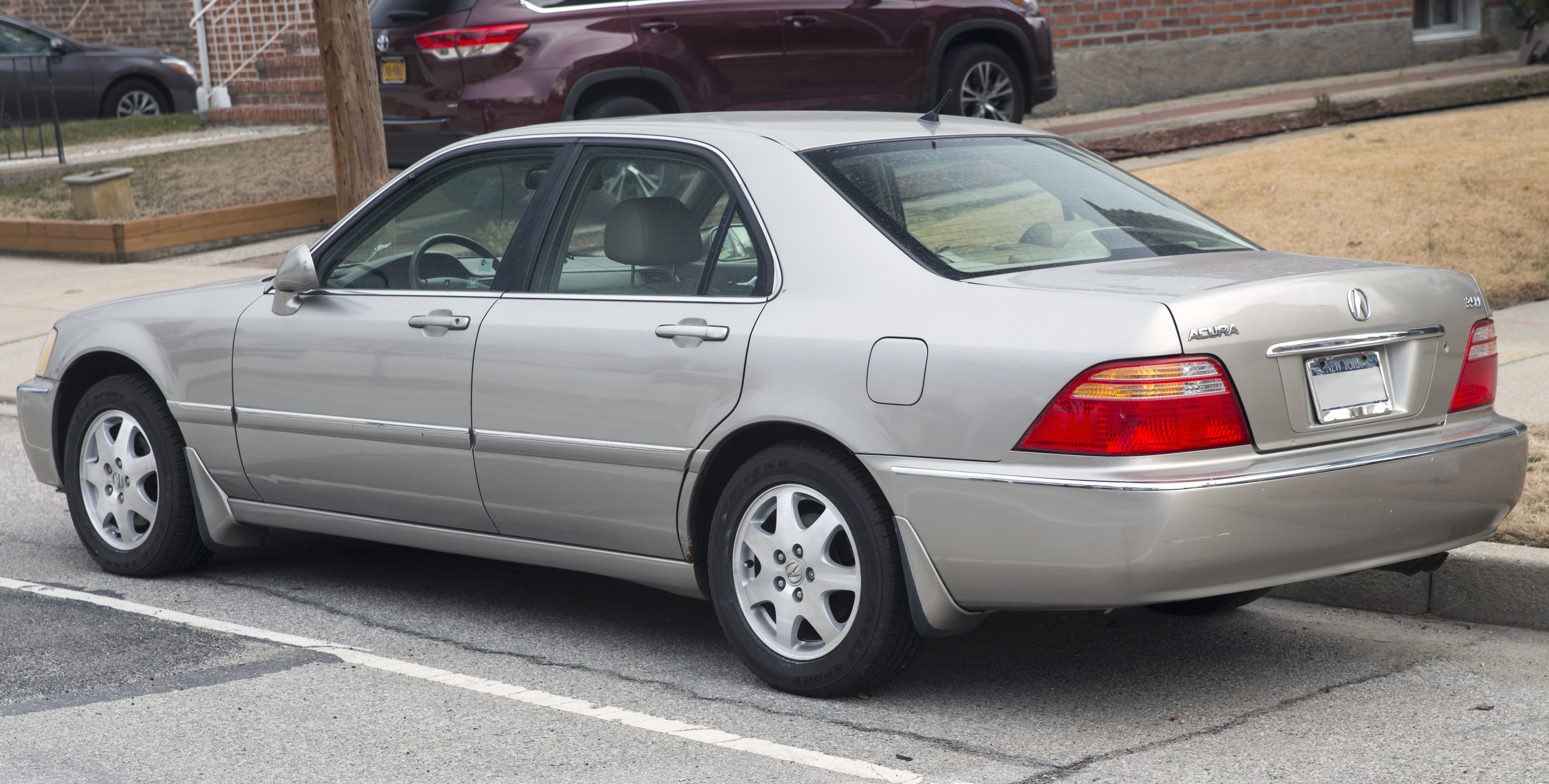
Heckansicht

## Zweite Generation (KB1/KB2, 2004–2013)
2005 war eine Modellablösung dringend geboten, da das bisherige Modell nach acht Jahren Bauzeit nur noch mit hohen Rabatten zu verkaufen war. Die deutlichste Änderung betraf den komplett neuen Motor, der bei weiterhin 3,5-Litern Hubraum nun 294 PS (220 kW) leistete. Entgegen allen Gerüchten kam es nicht zur Verwendung eines V8-Motors. Das Fahrzeug verfügte über einen als SH-AWD bezeichneten Allradantrieb, bei dem die Kraft sowohl an die Vorder- wie die Hinterachse als auch seitlich auf die Räder verlagert werden konnte. Eine weitere Besonderheit war daneben ein schlüsselloser Zugang, bevor diese Technik auch in der Massenproduktion zum Einsatz kam. 
2008 wurde der Wagen optisch deutlich überarbeitet, bei auch leicht gewachsenen Ausmaßen (siehe hierzu die Angaben in der Übersicht). Die Frontpartie wurde analog zum zeitgleich neuen Acura TL mit einer auffälligen Chromleiste im oberen Bereich des Kühlergrills versehen („Power Plenum“-Grill). Der Motor verfügte jetzt bei gleicher Leistung über einen geringfügig größeren Hubraum von 3,7 Litern. 

2010 wurde der RL nochmals leicht überarbeitet. Das Modell hatte nun eine abgeänderte Version des umstrittenen „Power Plenum“-Kühlergrills.

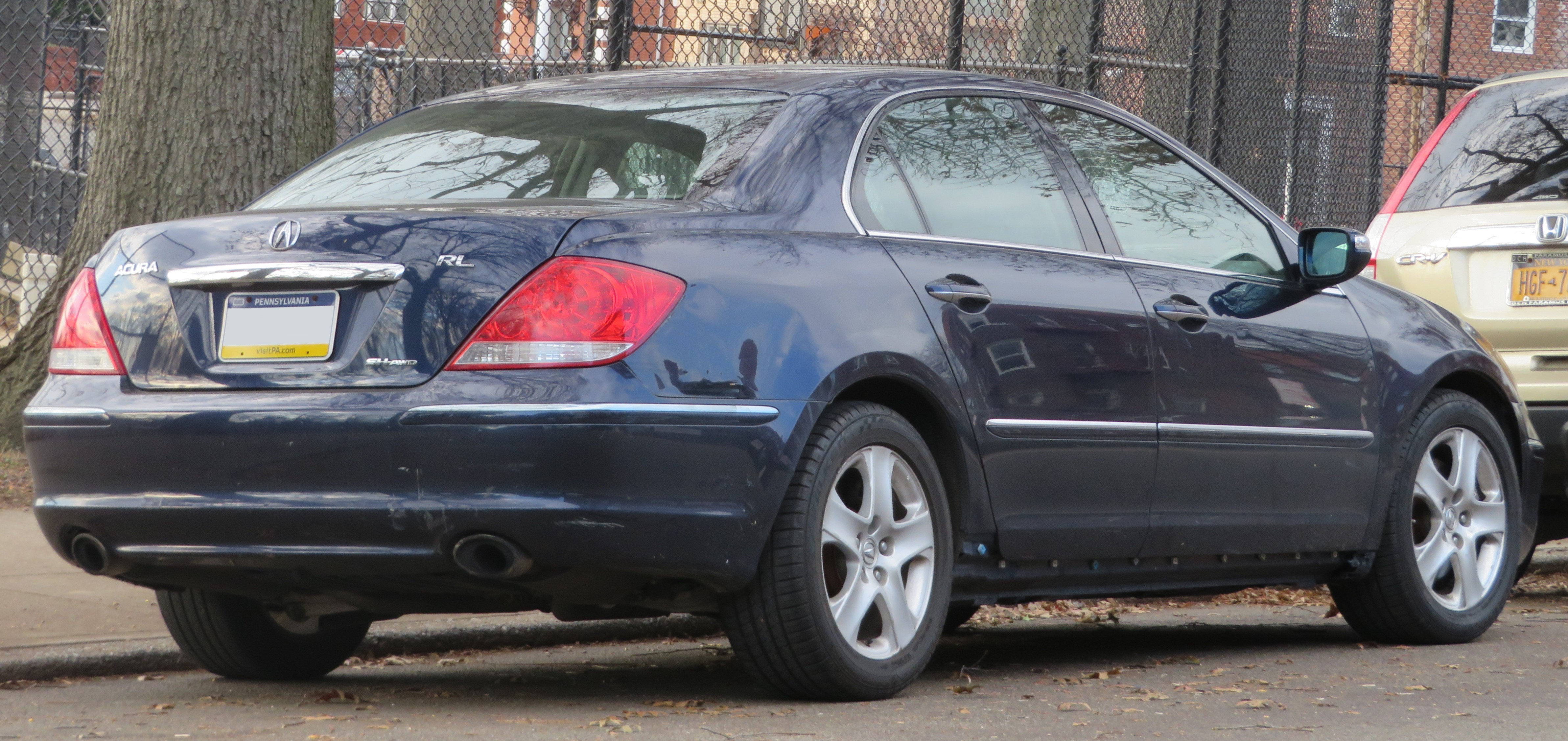
Heckansicht
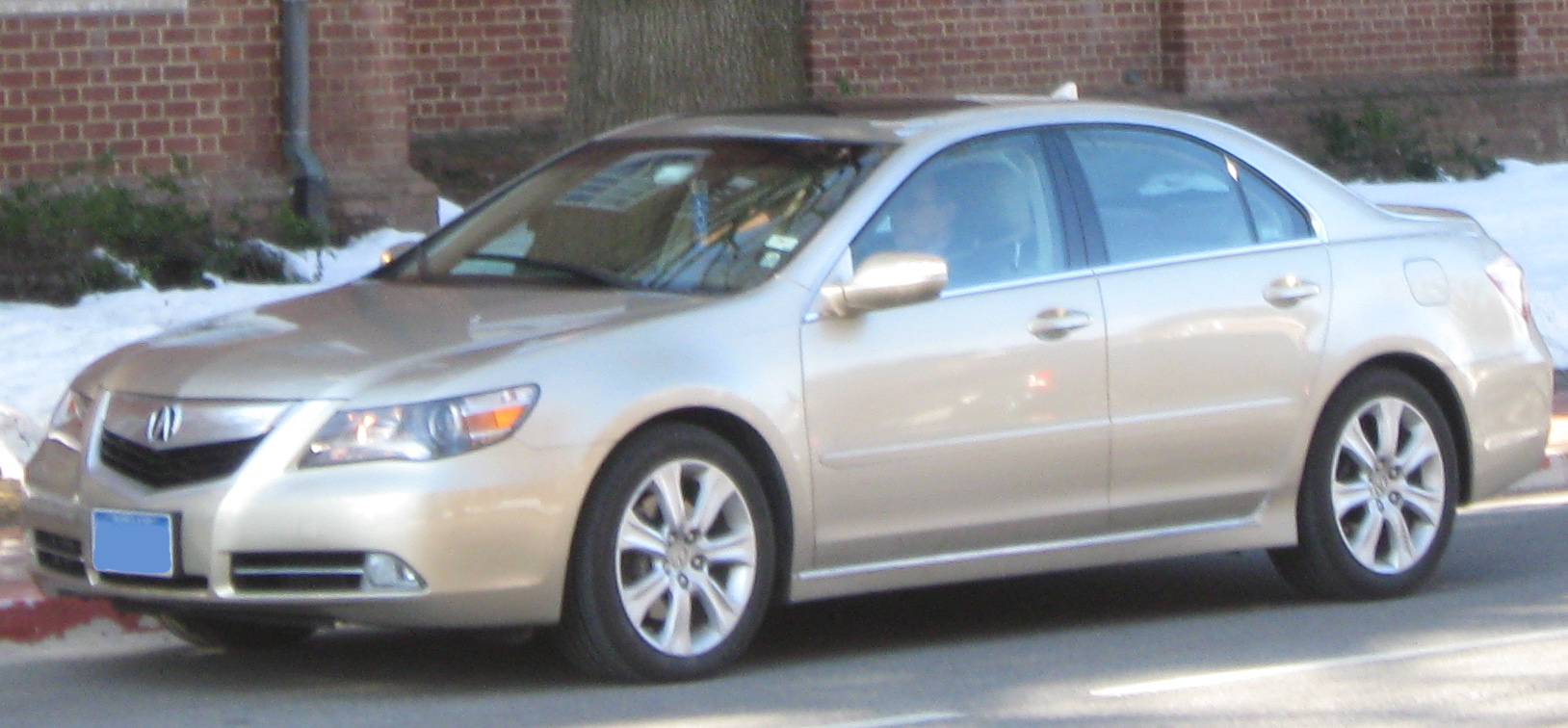
Acura RL (2008–2010)
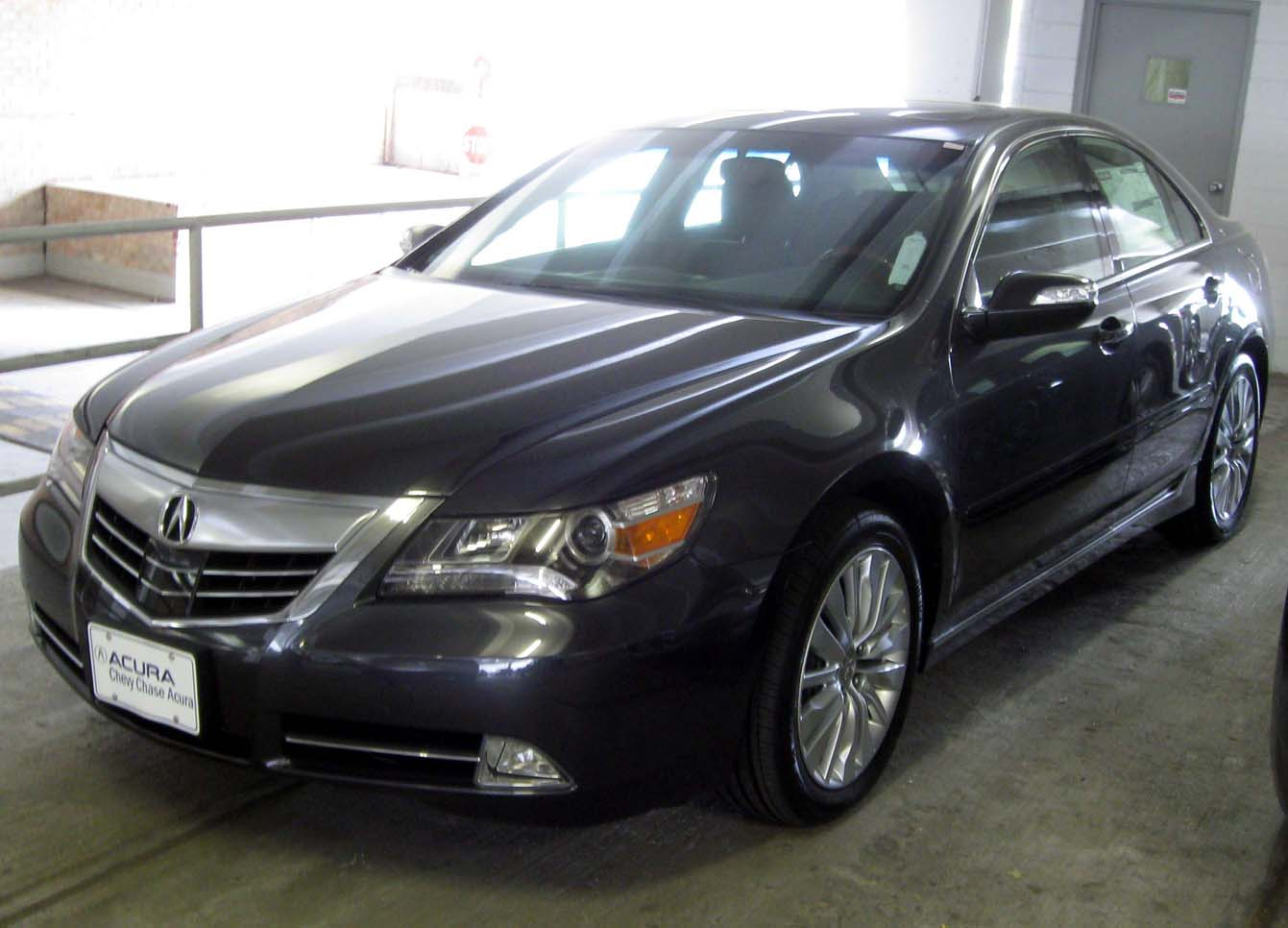
Acura RL (2010–2012)

## Nachfolger
Im April 2012 wurde das Acura RLX-Concept von Honda vorgestellt, und das Serienmodell Acura RLX debütierte im gleichen Jahr auf der Los Angeles Auto Show. Ab Mitte 2013 stand das Modell bei den Händlern. 2020 wurde die Produktion des RLX ersatzlos eingestellt.